# Muranów Południowy

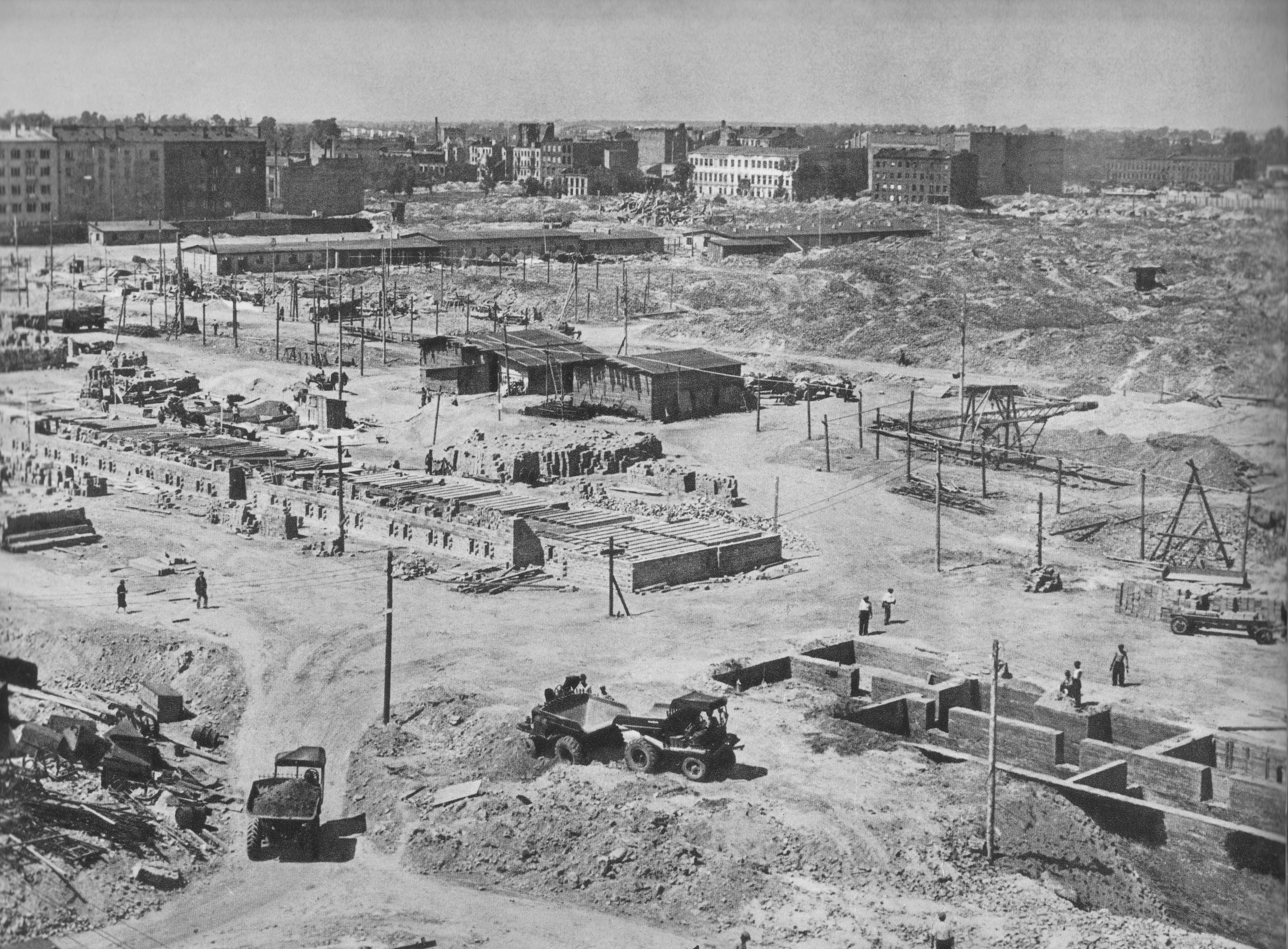
Początek budowy osiedla w 1949

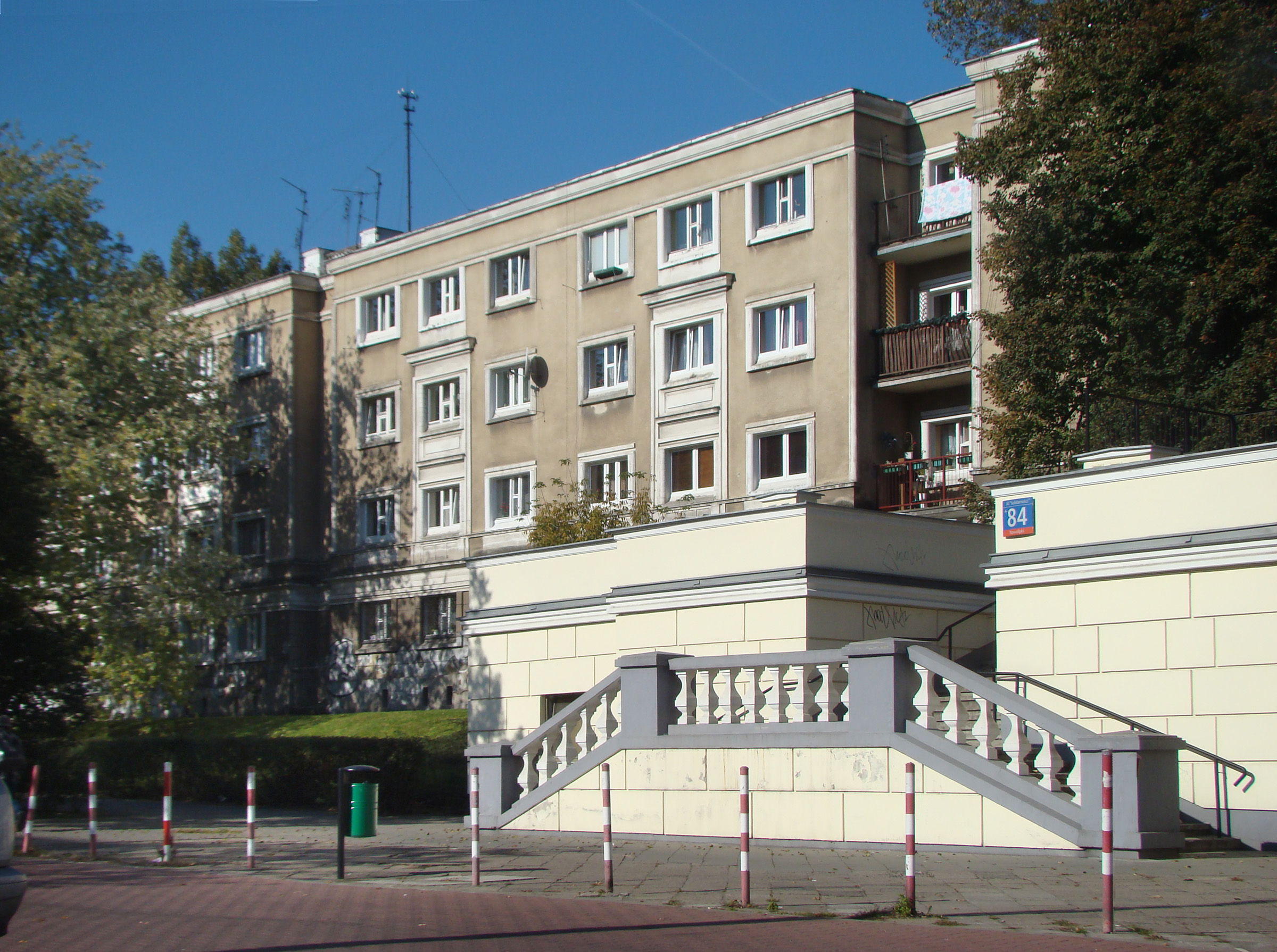
Jeden z bloków mieszkalnych Muranowa Południowego

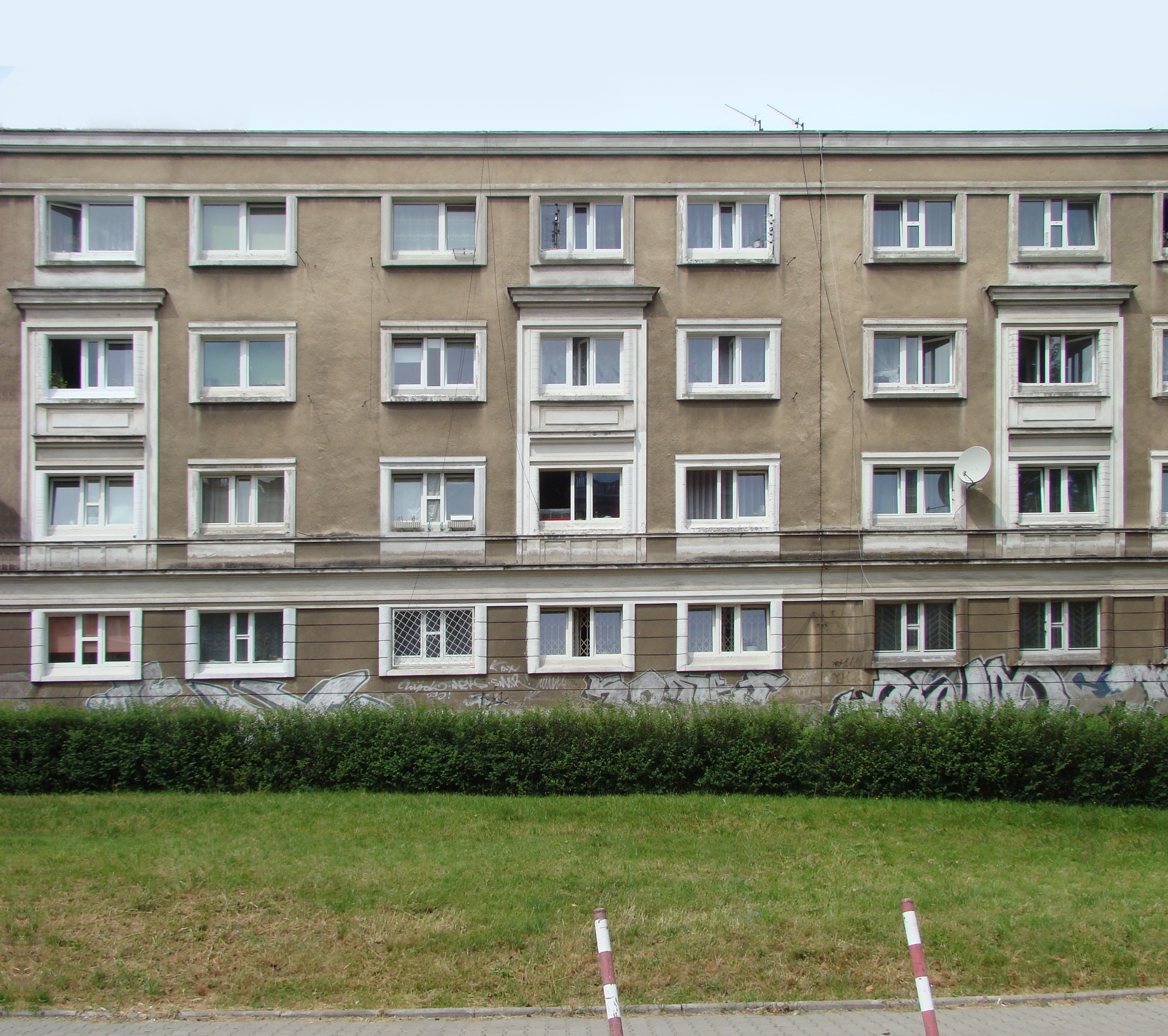
Fasada bloku mieszkalnego

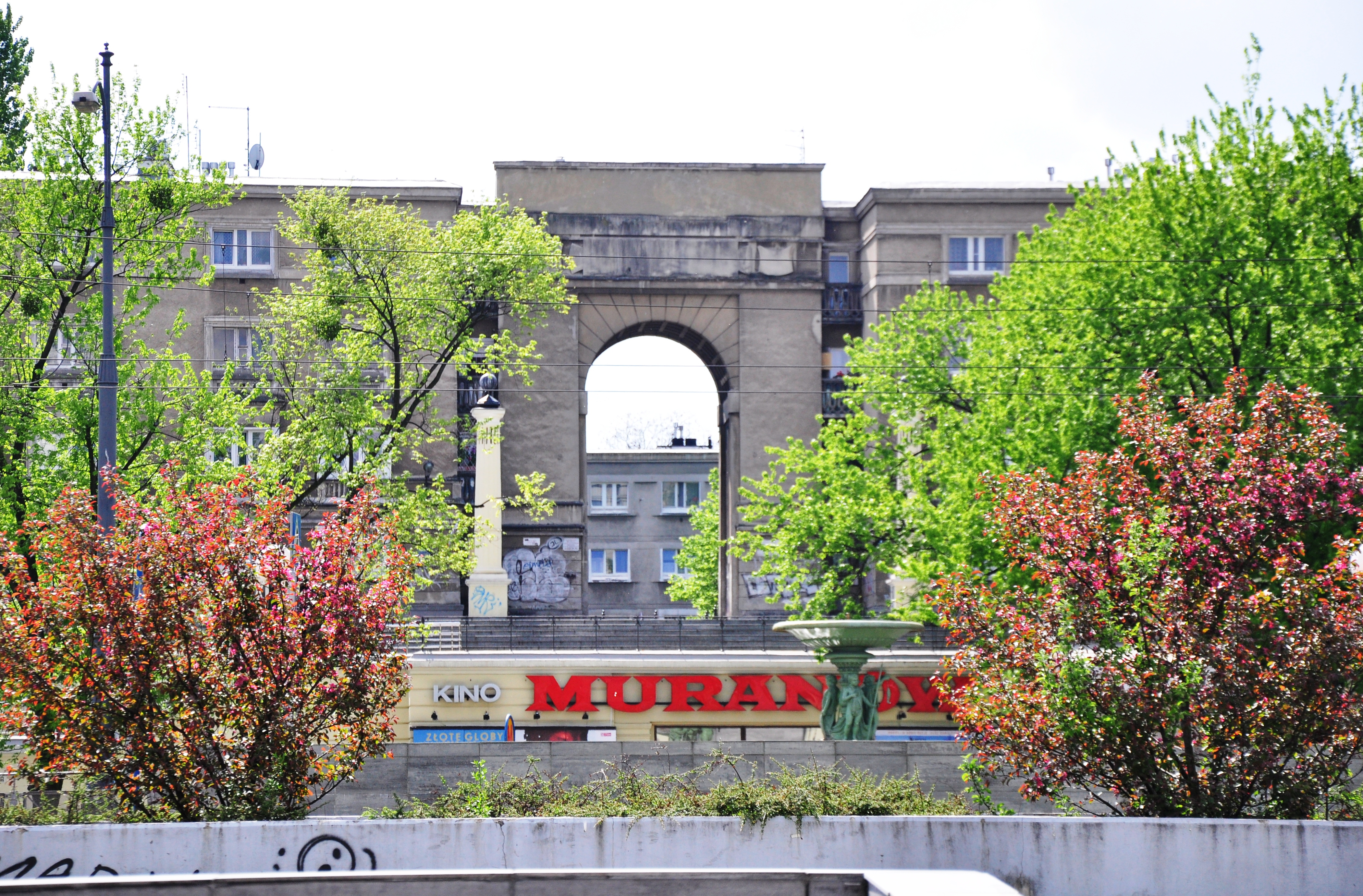
Brama pośrodku frontonu bloku mieszkalnego przy ul. Andersa 3/5

Muranów Południowy – zabytkowe osiedle w Warszawie, znajdujące się w dzielnicach Śródmieście (obszary MSI Muranów) i Wola (Nowolipki), zbudowane w latach 1949–1956 na gruzach getta.

## Opis
W zamierzeniu głównego architekta Bohdana Lacherta miało to być osiedle-pomnik, przypominające tragedię getta. W tym celu Lachert planował pozostawić budynki nieotynkowane (nawiązanie czerwonej, surowej cegły do powojennych gruzów dzielnicy zamkniętej). Praktycznym rozwiązaniem problemu znajdującego się na terenie dawnego getta gruzowiska było wykorzystanie gruzu do ukształtowania tarasów i nasypów, przeznaczonych jako podłoże dla budynków. Do ich budowy wykorzystywano gruzobeton, uzyskiwany na miejscu poprzez mielenie gruzu i cegieł.
Budowa rozpoczęła się w 1949 roku. Początkowo osiedle budowane było według założeń modernizmu. Po 1949 roku − wedle ówczesnej praktyki − budowane bloki mieszkalne dopasowywano do wymogów architektury socrealizmu. W bloku pod obecnym adresem ul. Andersa 3/5, wzniesionego na wysokim tarasie ponad ulicą, pośrodku frontonu powstała trzypiętrowa brama zwieńczona łukiem. Miała ona stanowić wizualne zamknięcie niezrealizowanej osi widokowej stworzonej poprzez symetryczną zabudowę u wylotu ulicy Długiej.
Jako pierwsze wzniesiono budynki przy trasie W–Z (poszerzonej ul. Leszno). Budowę osiedla zakończono w 1956 roku. Zbudowano różne typy bloków mieszkalnych (galeriowce, klatkowce, wieżowce) oraz budynki użyteczności publicznej (żłobki, przedszkola, szkoły, a także kino „Muranów”. Ze względu na negatywne opinie pierwszych mieszkańców i mało reprezentacyjne elewacje z bordowoszarego gruzobetonu Bohdan Lachert otrzymał polecenie otynkowania bloków.
Zasięg osiedla wyznaczają współczesne ulice: Andersa, al. „Solidarności”, Dzielna, Bellottiego, Wolność, Żytnia i Żelazna.
W 2012 roku osiedle wpisano do gminnej ewidencji zabytków, a w 2023 roku do rejestru zabytków. W gminnym rejestrze zabytków ujęto następujące budynki:
| Śródmieście | Wola |
| --- | --- |
| | - al. Jana Pawła II 49 |
| - al. „Solidarności” 72 - al. „Solidarności” 72A - al. „Solidarności” 76 - al. „Solidarności” 78 - al. „Solidarności” 78A - al. „Solidarności” 82 | - al. „Solidarności” 82A - al. „Solidarności” 82B - al. „Solidarności” 84 - al. „Solidarności” 84A - al. „Solidarności” 86 - al. „Solidarności” 88 - al. „Solidarności” 90 |
| - Dzielna 1 - Dzielna 1A - Dzielna 3A - Dzielna 5 - Dzielna 5A - Dzielna 7 - Dzielna 7A | - Dzielna 7B - Dzielna 9 - Dzielna 9A - Dzielna 11 - Dzielna 11A - Dzielna 13 - Dzielna 15 - Dzielna 15A - Dzielna 15B - Dzielna 17 - Dzielna 17A - Dzielna 17B |
| - gen. W. Andersa 1 - gen. W. Andersa 5 | |
| - Karmelicka 1 - Karmelicka 1A - Karmelicka 1B - Karmelicka 2 - Karmelicka 2A - Karmelicka 2B - Karmelicka 3 - Karmelicka 3A - Karmelicka 3B - Karmelicka 3C - Karmelicka 4A - Karmelicka 4B - Karmelicka 11 - Karmelicka 12                                                      | |
| - L. Zamenhofa 1 | |
| - Nowolipie 1 - Nowolipie 2B - Nowolipie 3 - Nowolipie 5 - Nowolipie 6 - Nowolipie 7 - Nowolipie 8 - Nowolipie 9/11 - Nowolipie 10 - Nowolipie 12 - Nowolipie 12A - Nowolipie 13/15 - Nowolipie 14 - Nowolipie 14A - Nowolipie 15A - Nowolipie 17 - Nowolipie 17A - Nowolipie 17B | - Nowolipie 16 - Nowolipie 18 - Nowolipie 18A - Nowolipie 18B - Nowolipie 20 - Nowolipie 20A - Nowolipie 21 - Nowolipie 22 - Nowolipie 22A - Nowolipie 23 - Nowolipie 23A - Nowolipie 23B - Nowolipie 25 - Nowolipie 25A - Nowolipie 25B - Nowolipie 26 - Nowolipie 26A - Nowolipie 26B - Nowolipie 27 - Nowolipie 27A - Nowolipie 27B - Nowolipie 27C - Nowolipie 29 - Nowolipie 29A - Nowolipie 29B - Nowolipie 31 - Nowolipie 31A                            |
| - Nowolipki 4 - Nowolipki 6 - Nowolipki 6A - Nowolipki 8 - Nowolipki 9 - Nowolipki 9A - Nowolipki 9B - Nowolipki 10 - Nowolipki 10A - Nowolipki 11 - Nowolipki 11A - Nowolipki 12 - Nowolipki 12A - Nowolipki 13 - Nowolipki 15 - Nowolipki 17 - Nowolipki 17A - Nowolipki 17B    | - Nowolipki 14 - Nowolipki 19 - Nowolipki 19A - Nowolipki 19B - Nowolipki 20 - Nowolipki 21 - Nowolipki 21A - Nowolipki 21B - Nowolipki 21C - Nowolipki 22 - Nowolipki 23 - Nowolipki 24 - Nowolipki 25 - Nowolipki 25A - Nowolipki 25B - Nowolipki 26 - Nowolipki 27 - Nowolipki 27A - Nowolipki 27B - Nowolipki 27D - Nowolipki 28 - Nowolipki 28A - Nowolipki 28B - Nowolipki 29 - Nowolipki 29A - Nowolipki 30 - Nowolipki 32 - Nowolipki 34 - Nowolipki 36 |
| | - Smocza 1 - Smocza 1A - Smocza 3 - Smocza 4 - Smocza 6 |
| | - Wolność 2 |